# Sonnō jōi

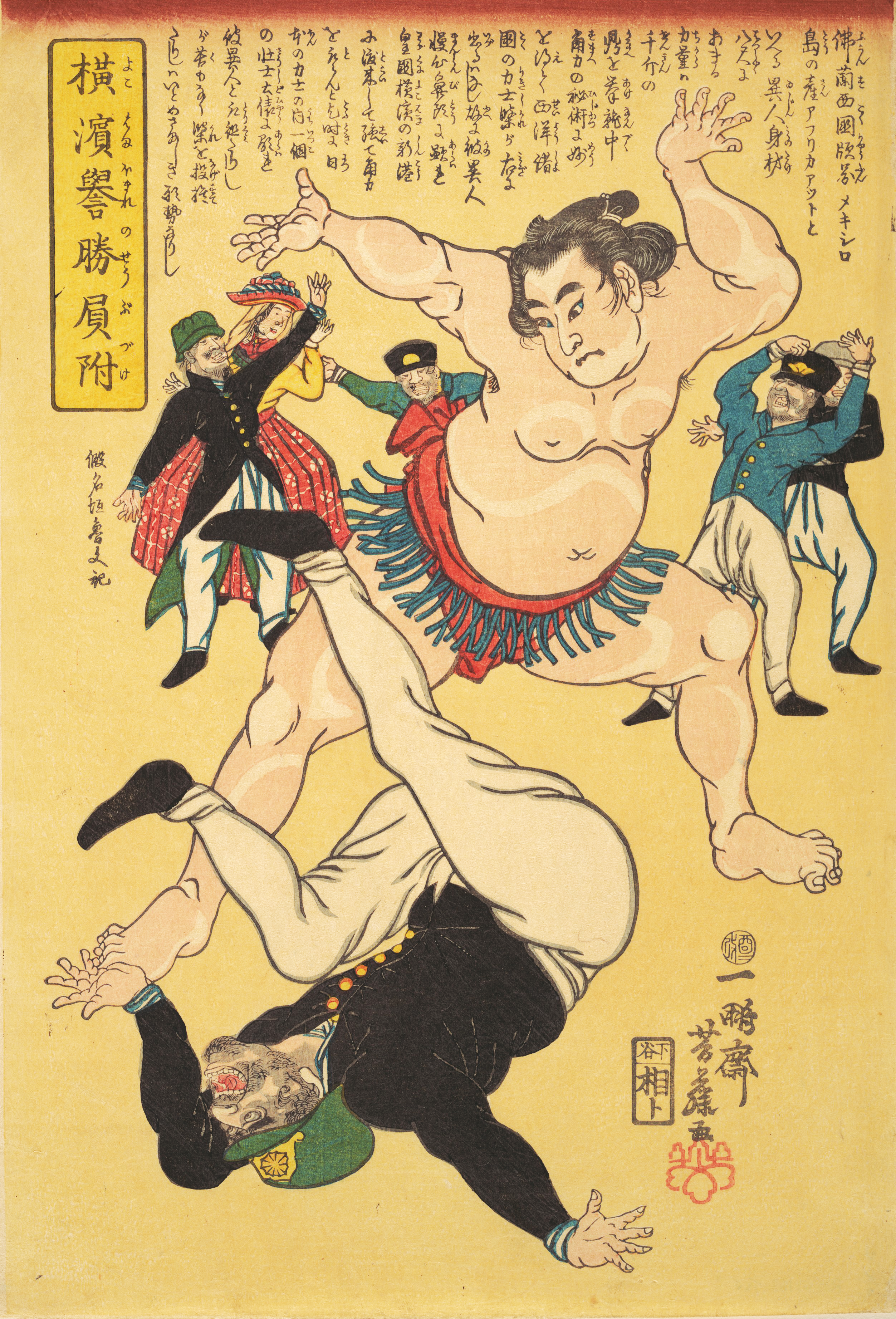
Image de 1861 exprimant le sentiment Jōi (攘夷, « Expulsez les barbares »).

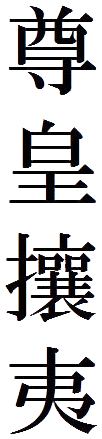
« Sonnō jōi » : « Révérer l'empereur et expulser les barbares ! ».

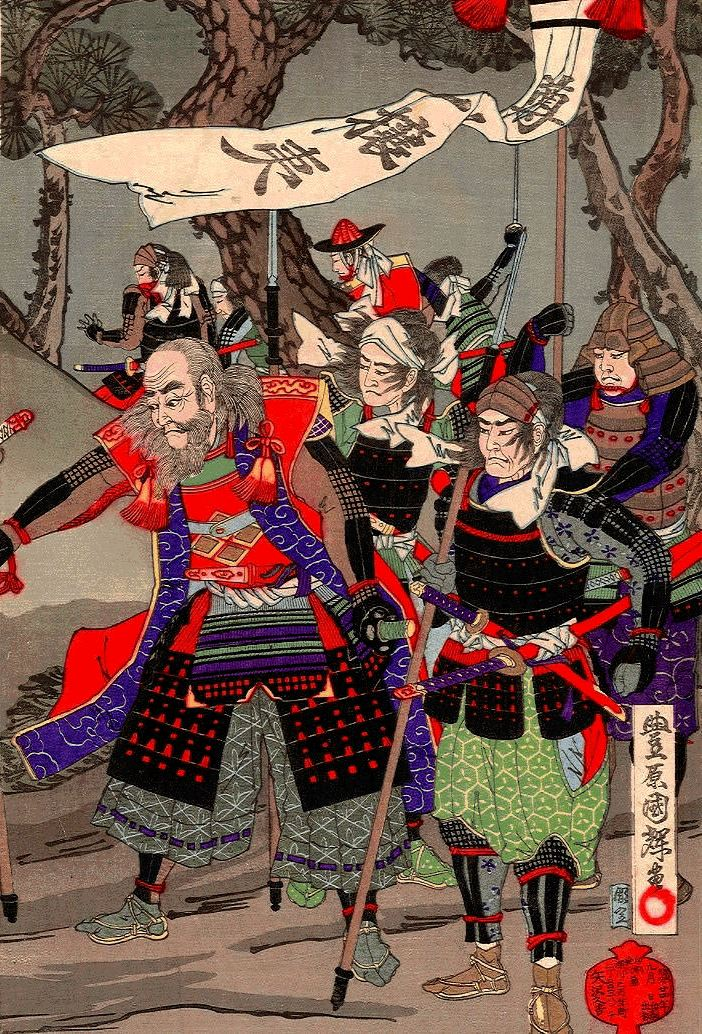
Samouraïs sous une bannière Sonnō jōi durant la rébellion de Mito en 1864.

Le Sonnō jōi (尊皇攘夷 / 尊王攘夷, « Révérer l'empereur, expulser les barbares ») est une philosophie politique japonaise dérivée du néoconfucianisme, devenu un slogan politique dans les années 1850-1860.

## Description
Initialement, le slogan trouve son origine dans la période Printemps et Automne de la Chine. À l’époque, la cour des Zhou commençait à perdre son emprise sur les divers États et subissait de nombreuses invasions. Le seigneur Huan des Qi lança ce slogan (尊王攘夷, Zunwáng rǎngyí) dans le but de se faire respecter par ses vassaux. Finalement, il parvint à établir la suprématie de son empire.
Côté japonais, ce slogan vient du mélange de la théorie de la loyauté absolue à l'empereur énoncée par Takenouchi Shikibu (et donc privilégier les ordres de l'empereur par rapport à ceux du shogunat des Tokugawa) et de la crise d'identité que subit le Japon lors du traité de Kanagawa de 1853 : le Japon, alors volontairement reclus suivant la politique du sakoku, fut forcé de s’ouvrir au commerce étranger sous la menace des navires de guerre du commodore américain Matthew Perry. Ces navires, qui avaient reçu le nom de kurofune (黒船, « les navires noirs ») en raison de la couleur de leur coque, devinrent le symbole du colonialisme et de la technologie occidentale, alors bien plus avancée. Le traité de Kanagawa reçut de vives oppositions de la part des classes guerrières qui n’appréciaient pas de signer sous la contrainte et qui ne demandaient pas mieux que d’expulser les barbares de l’archipel. Le caractère « 夷 », « barbare », n’est pas seulement péjoratif sur l’aspect de la civilisation, mais comporte également la notion de « race » (les Japonais par opposition aux Aïnous ou aux étrangers).
Cette philosophie devint un cri de ralliement dans les provinces de Chōshū et de Satsuma. En 1863, la cour impériale, favorable au mouvement, signa un décret, l'Ordre d'expulser les barbares, dans l’absolu sans valeur autre que morale, pour « ordonner » au shogunat de pratiquer le Sonnō jōi. Plusieurs rōnins adoptèrent cette philosophie et commencèrent à assassiner divers représentants du shogunat ainsi que des Occidentaux. C’est lors de l’apogée de ce mouvement que le marchand anglais Charles Richardson fut assassiné, lors de l’incident de Namamugi. En outre, dans certaines provinces, les navires marchands étrangers étaient systématiquement coulés.

## Réactions occidentales
Les gouvernements occidentaux demandèrent pour chaque incident de lourdes indemnités, et, lorsque celles-ci leur furent refusées, bombardèrent Kagoshima, la capitale de Satsuma. Cette démonstration de force exposa clairement la supériorité militaire occidentale et la crise d’identité qui en résulta, dont les prémices s’étaient déjà sérieusement fait sentir lors de l’affaire des navires noirs, affaiblit énormément la crédibilité du shogunat. En 1867-1868, la restauration de Meiji marque la fin du bakufu et l'avènement de l’ère Meiji.
Le slogan fut alors remplacé par « Fukoku kyōhei » (富国強兵, « Riche nation, forte armée ») qui devint le cri de ralliement de l’ère Meiji et marqua le début de la période expansionniste du Japon.